# Alex Aiono
Martin Alexander Aiono (Phoenix, 16 febbraio 1996) è un cantante, produttore discografico, youtuber e attore statunitense.

## Carriera
Alex Aiono ha incominciato la sua carriera pubblicando alcune cover di canzoni  sul suo canale YouTube, tra cui Solamente Tú di Pablo Alborán e One Dance di Drake. Quest'ultima ha raggiunto oltre 70 milioni di visualizzazioni. Ha pubblicato il suo primo singolo, Doesn't Get Bette, il 15 marzo 2013. Nello stesso anno, ha pubblicato il suo primo EP, Young & Foolish. Per la sua carriera musicale, si è ispirato a John Legend, con il quale ha scritto due canzoni. Nell'ottobre 2016, ha registrato e prodotto 24K Magic assieme a Conor Maynard. All'inizio del 2017 ha firmato con Interscope Records, una divisione di Universal Music Group. Il 27 gennaio dello stesso anno ha pubblicato il singolo Work the Middle e inciso una cover di Man in the Mirror di Michael Jackson per il film LEGO Batman - Il film. A partire dal 2019, ha firmato per Become Records. Nel 2019 ha raggiunto oltre sei milioni di iscritti su YouTube e oltre 981 milioni di visualizzazioni. L'anno successivo, ha pubblicato il suo primo album, The Gospel at 23, e il documentario The Making of The Gospel at 23 | Short Documentary. Nel 2021 ha recitato nel film Netflix Alla scoperta di 'Ohana di Jude Weng e nella serie di Disney+ Dottoressa Doogie. Nel 2023 ha interpretato il protagonista nel film See You on Venus - Ci vediamo su Venere di Joaquín Llamas. Dal 2022 interpreta Shawn Noble nella serie Max Pretty Little Liars: Original Sin.

## Vita privata
Aiono e la sua famiglia, originari di Phoenix, in Arizona, si sono trasferiti a Los Angeles, in California, quando lui aveva 14 anni. Ha iniziato ad esibirsi sul lungomare di Santa Monica, dove ha incontrato uno dei suoi manager. Sua madre è di origine europea e suo padre è di origine samoana e maori, ed è cresciuto a Tolaga Bay, in Nuova Zelanda. Aiono è un membro della Chiesa di Gesù Cristo dei Santi degli Ultimi Giorni.

## Discografia

### Album
- The Gospel at 23 (24 luglio 2020)

### EP
- Young & Foolish (23 maggio 2013)
- Alexmas (20 novembre 2015)
- Does It Feel Like Falling EP (17 novembre 2017)
- Covered (25 dicembre 2019)
- Covered Volume 2 (29 dicembre 2020)

## Filmografia

### Cinema
- Alla scoperta di 'Ohana (Finding 'Ohana), regia di Jude Weng (2021)
- A Lot of Nothing, regia di Mo McRae (2022)
- See You on Venus - Ci vediamo su Venere (See You on Venus), regi di Joaquín Llamas (2023)
- Uno splendido disastro 2 - Il matrimonio (Beautiful Wedding), regia di Roger Kumble (2024)

### Televisione
- Royal Crush - serie TV, 23 episodi (2014-2016)
- Guidance - serie TV, 2 episodi (2015)
- I Think You Should Leave with Tim Robinson - serie TV, episodio 2x01 (2021)
- Dottoressa Doogie (Doogie Kamealoha, M.D.) - serie TV, 14 episodi (2021-2023)
- Pretty Little Liars: Original Sin - serie TV, 18 episodi (2022-2024)
- Rescue: HI-Surf - serie TV, 19 episodi (2024-in corso)

### Cortometraggi
- Daniel, regia di Jordan Allen-Dutton (2022)

## Doppiatori italiani
Nelle versioni in italiano dei suoi film, Alex Aiono è stato doppiato da:
- Manuel Meli in Alla scoperta di 'Ohana
- Federico Campaiola in Dottoressa Doogie
- Flavio Aquilone in See You on Venus - Ci vediamo su Venere
- Simone Veltroni in Pretty Little Liars: Original Sin
- Alberto Franco in Uno splendido disastro 2 - Il matrimonio